# Варела, Бланка
Бла́нка Леоно́р Варе́ла Гонса́лес (исп. Blanca Leonor Varela Gonzáles; 10 августа 1926, Лима — 12 марта 2009, Лима) — перуанская поэтесса, переводчик.

## Биография
Мать, Эсмеральда Гонсалес — известная поэтесса, композитор и певица, сама из литературной семьи. Бланка окончила Университет Сан-Маркос, где сблизилась с молодыми поэтами (Себастьян Саласар Бонди, Хавьер Сологурен) и художником-авангардистом Фернандо де Шишло, за которого вышла замуж. В 1949 приехала в Париж, где через Октавио Паса познакомилась с Андре Бретоном, Анри Мишо, Сартром, Джакометти, Леже, Руфино Тамайо и др. Позднее жила во Флоренции и Вашингтоне, в 1962 вернулась в Лиму. Кроме поэзии, занималась журналистикой и переводами.

## Книги стихов
- Ese puerto existe (1959)
- Luz de día (1963)
- Valses y otras falsas confesiones (1971)
- Ejercicios materiales (1978)
- Canto villano (1978, избранное)
- Camino a Babel (1986)
- El libro de barro (1993)
- Concierto animal (1999)
- El falso teclado (2001)
- Donde todo termina abre las alas (2001, послесловие Антонио Гамонеды)

## Признание
Премия Октавио Паса (2001), Международная поэтическая премия Федерико Гарсиа Лорки (2006), Премия королевы Софии по ибероамериканской поэзии (2007). Почетная медаль Национального института перуанской культуры.
Стихи поэтессы переведены на многие европейские языки.

## Публикации на русском языке
- [Стихи]/ Пер. Н. Ванханен // Поэты Перу. М.: Художественная литература, 1982, с.216-225